# Salvador Quemades
Salvador Quemades fue un anarcosindicalista y político español del siglo XX. En cierta medida en contra de la Internacional comunista, fue considerado un sindicalista de ideología moderada dentro de la Confederación Nacional del Trabajo (CNT) , siendo amigo de Salvador Seguí. Hacia 1919 fue uno de los tres hombres por la CNT escogidos para viajar a la Rusia soviética, junto a Ángel Pestaña y Eusebio Carbó, sin embargo abandonaría el trayecto en París. Destacó por su papel en el pacto entre la CNT y la UGT de 1920. Durante la Segunda República orbitó hacia el republicanismo y pasó a militar en la Izquierda Republicana de Azaña ya en 1934. Después de la Guerra Civil y la instauración de la Dictadura franquista en el país, formó parte como ministro de Instrucción Pública e Información del quinto Gobierno de la Segunda República Española en el exilio, en 1947, el primero de Álvaro de Albornoz y Liminiana.